# 大阪府道241号泉佐野熊取線
大阪府道241号泉佐野熊取線（おおさかふどう241ごう いずみさのくまとりせん）は、大阪府泉佐野市から泉南郡熊取町に至る一般府道である。

## 概要
泉佐野市鶴原2丁目から泉南郡熊取町大久保中2丁目に至る。

### 路線データ
- 起点：大阪府泉佐野市鶴原2丁目（鶴原駅下り交差点、大阪府道204号堺阪南線交点）
- 終点：大阪府泉南郡熊取町大久保中2丁目（大久保交差点、大阪府道・和歌山県道62号泉佐野打田線交点）
- 総延長：3,227 m

## 歴史
- 1994年（平成6年）4月1日 - 従来の3つの府道の一部を統合して認定された[1]。

## 路線状況

### 旧称
法定路線名改定から長期間経過しているが、いまだに「泉佐野熊取線」と書かれた標識はなく、代わりに旧路線名の「鶴原停車場貝田線」と書かれた標識が2016年（平成28年）1月現在も泉佐野市内に掲出されている。
| 路線名                        | よみ                                                   | 区間                        |
| ----------------------------- | ------------------------------------------------------ | --------------------------- |
| 大阪府道245号鶴原停車場線     | おおさかふどう245ごう つるはらていしゃじょうせん       | 起点 - 鶴原停車場           |
| 大阪府道244号鶴原停車場貝田線 | おおさかふどう244ごう つるはらていしゃじょうかいたせん | 鶴原停車場 - 泉佐野市貝田町 |
| 大阪府道241号貝塚熊取線       | おおさかふどう241ごう かいづかくまとりせん             | 泉佐野市貝田町 - 終点       |

### 道路施設

#### 橋梁
- 上出橋（住吉川、泉南郡熊取町）

## 地理

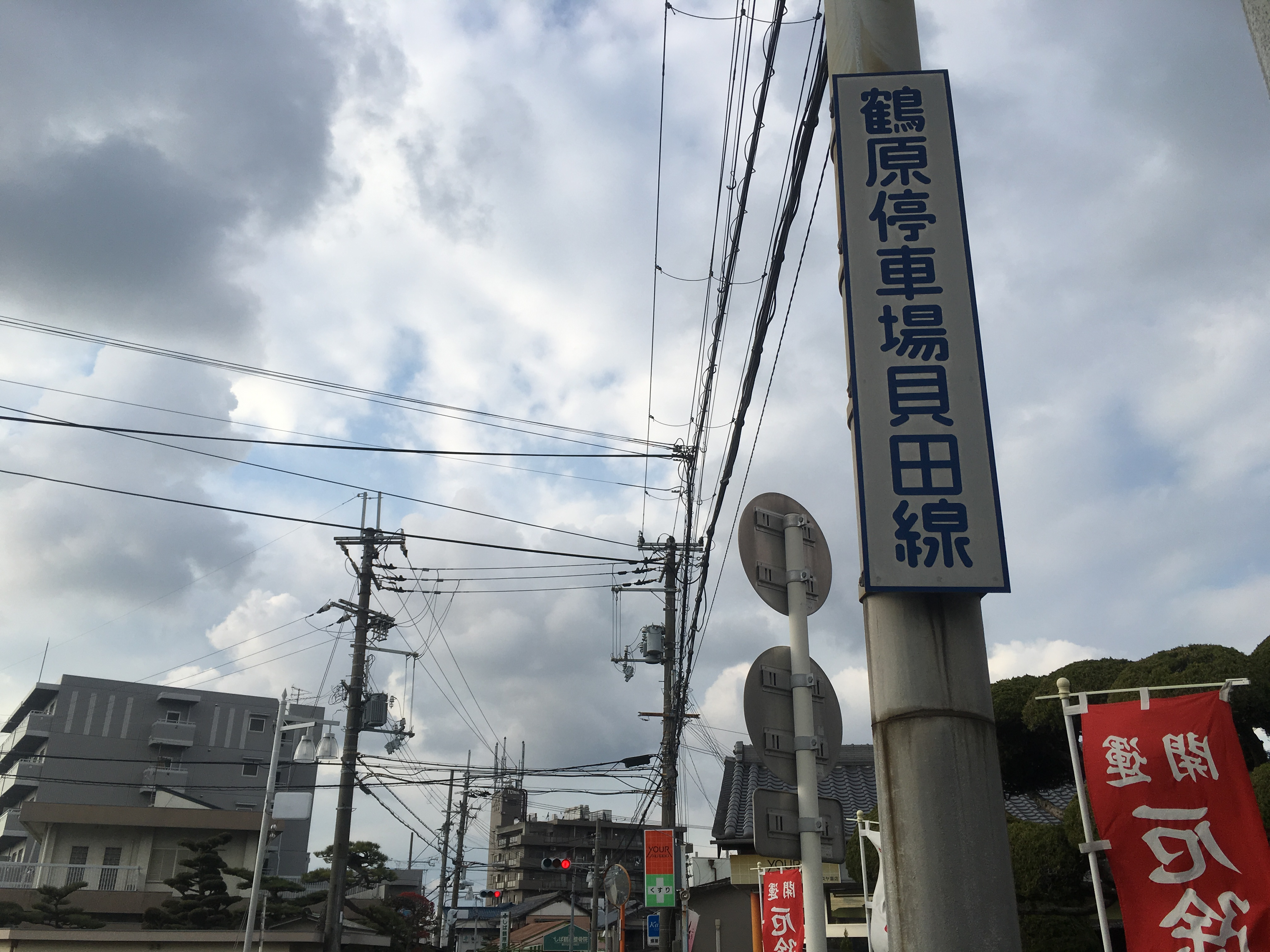
2016年（平成28年）1月現在も残る旧称「鶴原停車場貝田線」の標識（大阪府泉佐野市鶴原、加支多神社前）

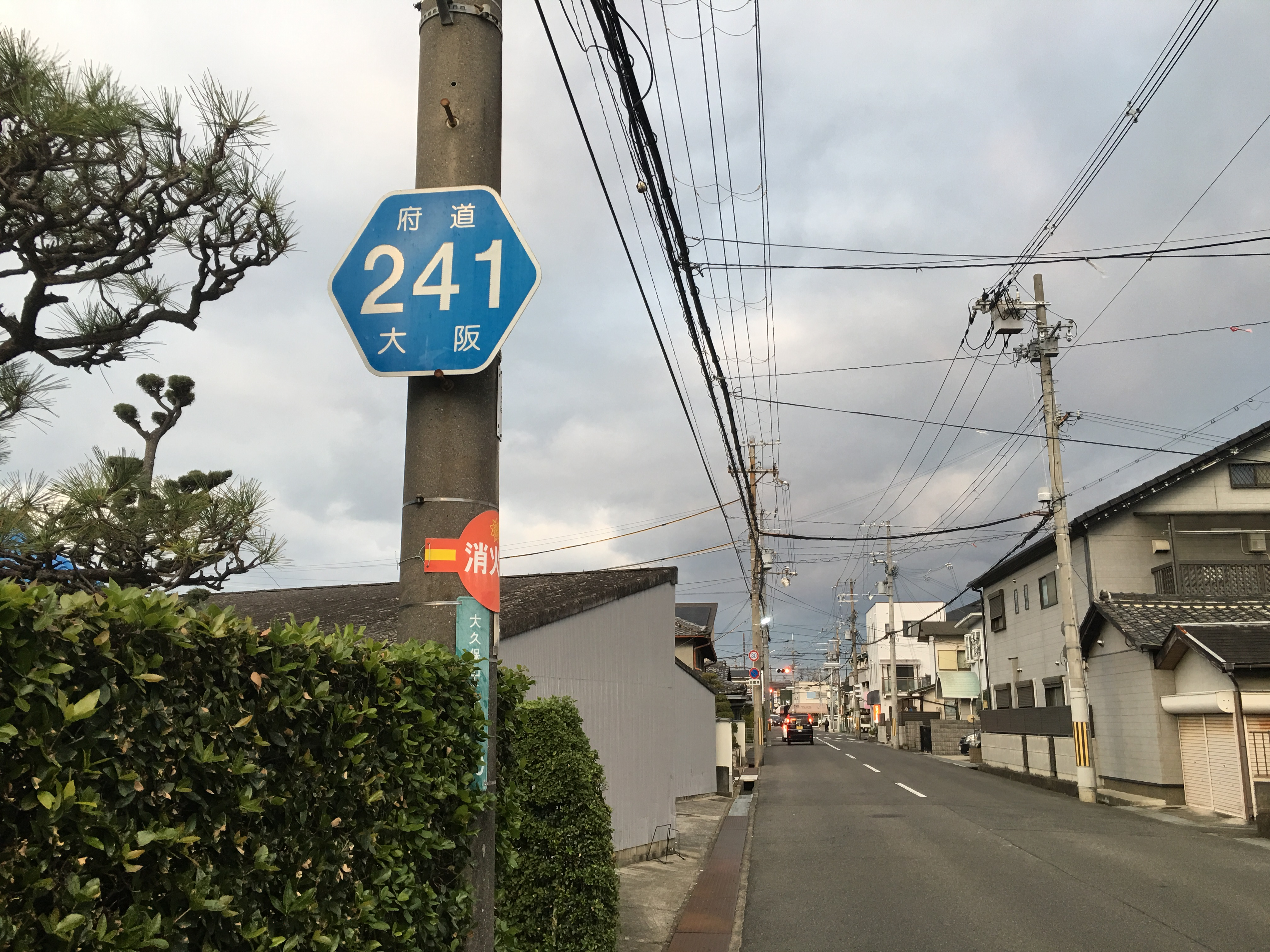
大阪府道241号泉佐野熊取線
大阪府泉南郡熊取町大久保中二丁目

### 通過する自治体
- 大阪府
  - 泉佐野市 - 泉南郡熊取町

### 交差する道路
| 交差する道路                                  | 市町村名 | 市町村名 | 交差する場所  | 交差する場所            |
| --------------------------------------------- | -------- | -------- | ------------- | ----------------------- |
| 大阪府道204号堺阪南線                         | 泉佐野市 | 泉佐野市 | 鶴原2丁目     | 鶴原駅下り交差点 / 起点 |
| 国道26号                                      | 泉佐野市 | 泉佐野市 | 鶴原          | 加支多神社東交差点      |
| 和歌山県道・大阪府道64号和歌山貝塚線          | 泉佐野市 | 泉佐野市 | 鶴原          | 貝田交差点              |
| 大阪府道30号大阪和泉泉南線                    | 泉佐野市 | 泉佐野市 | 鶴原          | 貝田交差点              |
| 国道170号 大阪府道20号枚方富田林泉佐野線 重複 | 泉南郡   | 熊取町   | 大久保北3丁目 | 熊取西交差点            |
| 熊取町道（旧大阪府道246号熊取停車場線）       | 泉南郡   | 熊取町   | 大久保中1丁目 | 熊取駅前交差点          |
| 大阪府道・和歌山県道62号泉佐野打田線          | 泉南郡   | 熊取町   | 大久保中2丁目 | 大久保交差点 / 終点     |

### 交差する鉄道
- 南海本線
- 阪和線

### 沿線
- 紀陽銀行 鶴原支店
- 南海本線 鶴原駅
- 加支多神社
- 松源 泉佐野店
- JR西日本阪和線
  - 東佐野駅 - 熊取駅